# Gastón Castelló
Gastón Castelló Bravo (Alicante, España 3 de noviembre de 1901 – Alicante 16 de mayo de 1986) fue un pintor, grabador y escultor foguerer español.

## Vida y obra

### Comienzos
Gastón Castelló Bravo nació el 3 de noviembre de 1901 en el barrio alicantino de Benalúa, en el seno de una familia de clase media-alta. Hijo de Matilde Bravo Ferrer y de Miguel Castelló Agulló, ambos naturales de Alcoy, fue educado en un ambiente francés debido a que su padre había pasado unos años trabajando en la Argelia francesa. A su vuelta a España, su padre fue contratado en la fábrica de conservas vegetales de "Las Palmas", ubicada en la avenida Elche, inicio de la carretera de Murcia, en las inmediaciones de la antigua playa de Babel, en Alicante, donde ejerció de jefe mecánico.
El menor de cuatro hermanos, desde pequeño Castelló sintió inclinación por el dibujo, que practicaba con las personas de su alrededor. También mostró aptitudes para el dibujo en la escuela de Francisco Flores. En 1914, contando con 11 años, pinta su primer cuadro al óleo, “El pescador”.
Viendo sus aptitudes, su padre lo llevó con varios de sus dibujos a Alcoy, donde le presentó a un amigo de juventud, el pintor Fernando Cabrera Cantó (1866-1937) antiguo alumno de Lorenzo Casanova y tío de Gabriel Miró. A raíz de este encuentro, y desde los 17 hasta los 19 años, Castelló estuvo viajando dos veces por semana a Alcoy para recibir clases de pintura de Fernando Cabrera. Además, por las noches acudía a la escuela de Artes y Oficios Casa de la Bolla donde obtuvo formación académica y técnica y desarrolló el dibujo natural y el modelo.
En 1921 Castelló consigue exponer en la Exposición de Arte, organizada por la Asociación de Escritores y Artistas de Alicante (presidida por Miguel Llorente Marbeuf), a raíz de una invitación de su amigo y mentor Emilio Varela. Además de estos, también expusieron lienzos otros pintores como Andrés Buforn o José Marced Furió entre otros.
En 1924 realiza por encargo el cartel de la Olimpiada Levantina, lo que le lleva a tomar la decisión de trasladarse a Madrid donde trabajó como dibujante en agencias de publicidad a la par que acudía gratuitamente a las clases nocturnas del Círculo de Bellas Artes. 
Tras no encontrar futuro en la capital y gracias a los conocimientos del francés de su infancia, en 1926 se mudó a París, donde trabajó en encargos publicitarios, reproduciendo obras del museo Jeu de Paume, realizando retratos callejeros o vendiendo telas. En aquellos años Gastón Castelló vivió en la bohemia francesa. 
Estando en París llegó a su conocimiento que en Alicante se iban a construir Hogueras, en semejanza a las Fallas de Valencia, organizadas por José María Py y Ramírez de Cartagena. Por esto, Castelló vuelve a Alicante para trabajar en su construcción.

### Hogueras

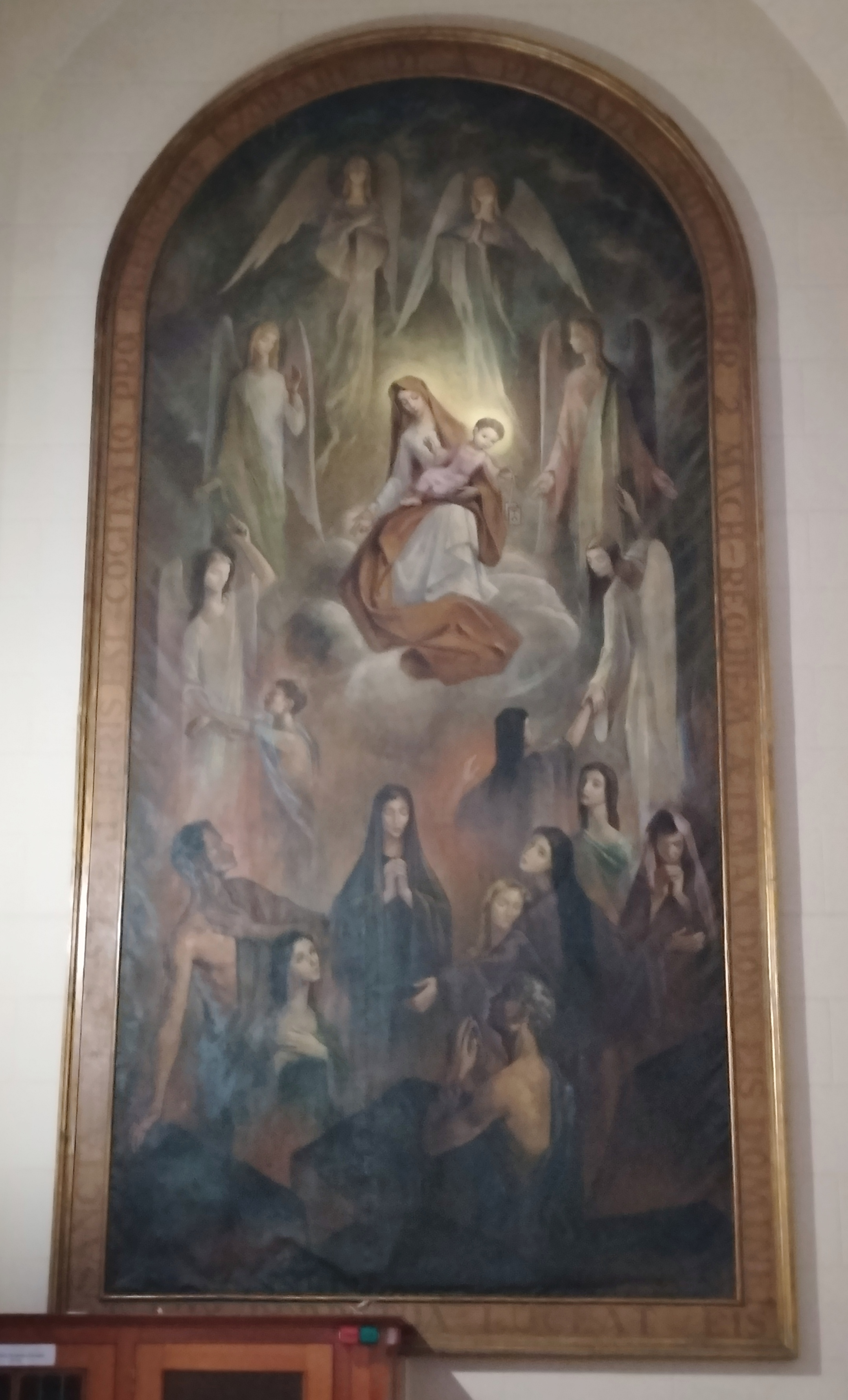
Cuadro de Gastón Castelló en la parroquia de Nuestra Señora de Gracia de Alicante.

Los comienzos de Gastón en las Hogueras no fueron fáciles, debido a que sus conocimientos de la técnica eran inexistentes, sin embargo, su primera Hoguera, titulada Parada y fonda, realizada para Benalúa y de la que fue coautor, le valió el primer premio de las Hogueras de San Juan (1000 pesetas a repartir) así como la aparición de la Hoguera en una publicación junto a otras con comentarios y versos de cada obra. La portada de dicho folleto fue hecho por el propio Castelló. El éxito de dicha Hoguera elevó altamente el nivel popular de su estilo de monumentos estilizados y con sobriedad, también llamado “estilo alicantino”.
Con los beneficios económicos Castelló regresó a París para volver cuatro meses al año para continuar su trabajo como foguerer, intentando en 1929 una Hoguera en solitario, que sería rechazada por diferentes comisiones. Esto le llevó a colaborar con el actor y foguerer Paco Hernández, con el que crearía Ofrendas de Amor (Alfonso el Sabio) y El Benacantil futura (Plaza del Puente) entre otras. Además, ese mismo año obtendría el segundo premio de las Hogueras de San Juan.
En 1930 seguiría con su idea de crear una Hoguera en solitario, por lo que haría el boceto de Los cinco sentidos de Alicante y realizaría importantes renovaciones en su manera de trabajar, cambiando la cera por el cartón modelado o sustituyendo los vestidos de tela por papel y cartón. Además, introdujo la innovación que revolucionaría los distritos fogueriles y a los falleros valencianos, apelando a las Hogueras del tablado tradicional sobre el que estaban ubicadas, por lo que a partir de entonces ya no existió límite de espacio o peso y cada Hoguera pudo desarrollarse y extenderse. Llegó al éxito definitivo con su Hoguera de 1931 en el distrito Benito Pérez-Galdós. Asimismo, impartía clases de dibujo en la Escuela Modelo de Alicante.
Durante esta etapa (1929-1936) residía en París, viajando a Alicante cada año de febrero y hasta el 24 de junio, día de la Plantá, tras el cual volvía a Francia. Gastón se había posicionado en la vanguardia de las técnicas de construcción de Hogueras, además de llevar a espaldas varios premios como el 1.º premio Iluminación nocturna con su Foguera del Bien y del Mal (Benito Pérez-Galdós) y varios premios de primera categoría de la ciudad, con obras como Historia de un Pueblo o Veranos antiguos y modernos.

### Guerra Civil y posguerra
A finales de 1932, Gastón Castelló conoce a Federico García Lorca en Alicante, que había venido con el grupo de teatro “La Barraca” a actuar en el Teatro Principal de Alicante. Asimismo, en años posteriores conocería a Miguel Hernández y a Ramón Sijé. 
En 1935 comienza como vocal del Ateneo de Alicante y representa diversas obras de teatro de carácter pedagógico por la provincia.
Al estallar la guerra civil española, y en la zona republicana, Gastón es un afiliado del sindicato de pintores de la UGT y se dedica a pintar en puertas, ventanas, etc., retratos de gran tamaño de líderes republicanos que servían para los mítines. Esta época la pasa no exenta de penurias y hambre. Tras el bombardeo del mercado central de Alicante por aviones fascistas italianos, Castelló huye a Albacete y se dedica a trabajar en un circo ambulante, formando pareja con el payaso Poppy haciendo de augusto.
Al finalizar la guerra, Gastón Castelló regresa a Alicante donde le encarcelan en el Reformatorio de Adultos de Alicante y es acusado de dibujante subversivo, miembro del Ateneo y miliciano de cultura. Fue condenado a seis años y un día de los que solo cumplió 18 meses, en parte gracias al atenuante de que salvó arte sacro de iglesias quemadas. Se dedicó durante su estancia en prisión (donde se hallaban con él diversos intelectuales de varias disciplinas) a trabajar la acuarela esquivando la censura, arte que pulió a base de práctica diaria ya que no disponía de espacio para pintar al óleo. Tras concederle la libertad viajó al norte de África (Bou-Saada) donde continuó pintando. En 1943, su amigo y pintor Joshep Lachat lo invita a pasar una temporada en Suiza, donde descubre y aprende la técnica del mosaico.
En 1951 ganó la medalla de plata de la Exposición Nacional de la Diputación de Alicante, galardón que volvió a conseguir en 1954.
Además, continuó hasta 1954 trabajando en las Hogueras construyéndolas o a consecuencia de pinturas o murales que le encargaban entidades o la propia ciudad de Alicante. En esta etapa, Castelló alcanza la madurez como foguerer, constatable con sus 33 obras de su etapa adulta.
En 1956 (y hasta 1960), Gastón Castelló es nombrado presidente de la Comisión Gestora. Durante su mandato cabe destacar la creación de la Bellea del Foc y su ritual de elección en el Teatro Principal, la creación de la Casa del Foguerer o el notable aumento del número de hogueras.

### Últimos años

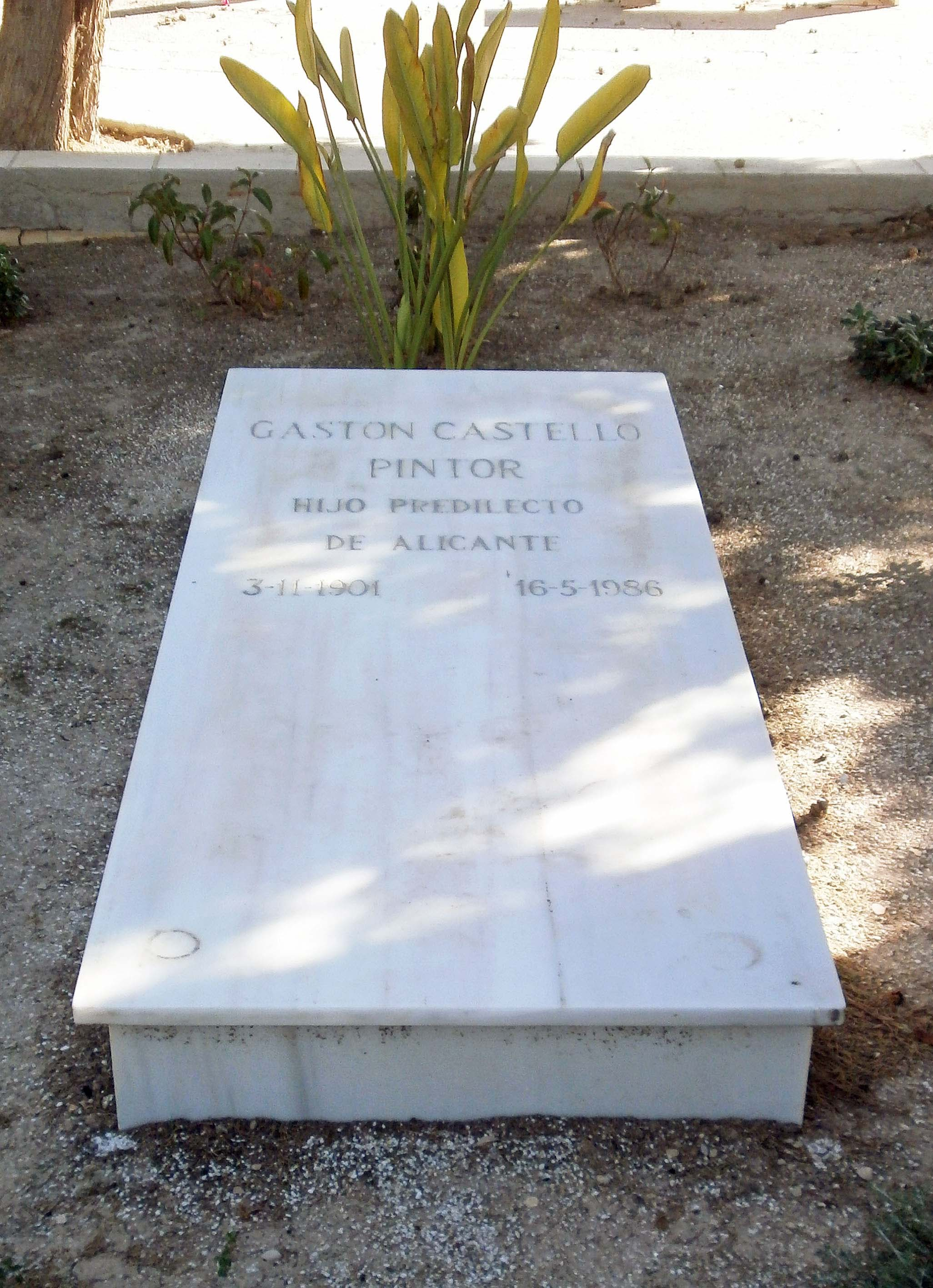
Tumba de Gastón Castelló en el Cementerio de Alicante

Durante sus últimos años, Gastón Castelló se dedica a viajar, una de sus grandes pasiones (viajes a Suiza, Argelia, España).
En 1964, y por encargo de Emilio Romero, realiza junto con nueve hombres el mosaico de 75 m cuadrados El Tiempo del trabajo, para el diario Pueblo de Madrid y en 1965 realizaría una exposición en el Salón Imperio del Casino. 
Durante 1968 y el año siguiente, dirige los cursillos del “Cecle del Valle de Laguart” en Alicante, y en 1969 pinta para el Casino de Alicante El Correo de Tabarca. En los siguientes años realizaría más exposiciones y numerosos mosaicos, a destacar el que hizo para la Mutua Patronal de Alicante (1972), El Misterio de Elche para el aeropuerto internacional de Alicante, Exaltación de la provincia alicantina o Exaltación de la Primavera, encargo de la Diputación de Alicante para decorar la escalera principal del edificio en 1978.
Durante los años 1979 a 1983 José Ramón Clemente realizó una colección de audiovisuales filmados en super 8 para el antecesor del actual Instituto Alicantino de Cultura Juan Gil-Albert, como protagonistas -además del propio Castelló- a Miguel Abad Miró, Manuel Baeza, Vicente Bañuls y su hijo Daniel Bañuls Martínez, José Antonio Cía, M. González Santana, Polín Laporta, Sixto Marco, Enrique Lledó, José Pérez Gil, Francisco Pérez Pizarro, R. Ruiz Morante y Emilio Varela Isabel.
Falleció el 16 de mayo de 1986 en la Clínica Vistahermosa de Alicante de un edema pulmonar. Durante sus últimos años fue ayudado por María Lola Seguer, íntima amiga. El 17 de enero de 1967 el Ateneo Científico y Literario le otorgaría un homenaje.
Gastón Castelló fue un fiel cultivador del paisaje de su tierra con cierta reminiscencia en su paleta por la luz del pintor Joaquín Sorolla. También trabajó el tema costumbrista, la naturaleza muerta y el desnudo.

## Reconocimientos
- El 3 de noviembre de 1979, día de su 78 cumpleaños, el Ayuntamiento de Alicante le concede el título de hijo predilecto de la ciudad. Años más tarde, la Diputación de Alicante lo nombra el 21 de mayo de 1983 hijo predilecto de la Provincia de Alicante.[1]
- En Alicante existe la avenida del Pintor Gastón Castelló en su recuerdo. Es una de las principales arterias de la ciudad, vía de acceso desde Villafranqueza.
- También posee la Estación Gastón Castelló de la línea 2 del TRAM Metropolitano de Alicante.
- Posee una estatua, realizada por la artista polaca Izabella Jagiello, en la plaza del Mercado Central de Alicante donde se le representa físicamente sentado en un banco de manera informal mientras contempla el cielo.
- En 2013 el artista alicantino Santiuve Marhuenda realiza un cortometraje documental de Gastón Castelló a través de su estatua en el mercado central titulado El tío que está sentado en la Plaza del Mercado Central.[10]